# La Roche-Guyon
La Roche-Guyon ist eine französische Gemeinde mit 423 Einwohnern (Stand 1. Januar 2022) im Département Val-d’Oise in der Region Île-de-France; sie gehört zum Arrondissement Pontoise und zum Kanton Vauréal. La Roche-Guyon ist als eines der Plus beaux villages de France (Schönste Dörfer Frankreichs) klassifiziert.

## Geografie
La Roche-Guyon ist die westlichste Gemeinde des Départements Val-d’Oise. Sie liegt am rechten Ufer einer Seineschleife unterhalb der Felsen des Plateau du Vexin. Die Gemeinde ist bekannt aufgrund des Schlosses La Roche-Guyon, das sich im Eigentum der Familie La Rochefoucauld befindet und von den Resten der alten Burg überragt wird. Im 19. Jahrhundert wurde der Ort zum Erholungsgebiet, in dem sich auch viele Künstler aufhielten.
La Roche-Guyon liegt im Südwesten des Départements Val-d’Oise an den Grenzen der Île-de-France zur Normandie. Paris liegt etwa 66 km südöstlich, Pontoise 40 km östlich. Nachbargemeinden sind: Amenucourt im Norden, Chérence im Nordosten, Haute-Isle im Osten, Moisson im Südosten, Freneuse und Gommecourt im Südwesten sowie Gasny im Westen.
Das Gemeindegebiet gehört zum Regionalen Naturpark Vexin français.

## Geschichte

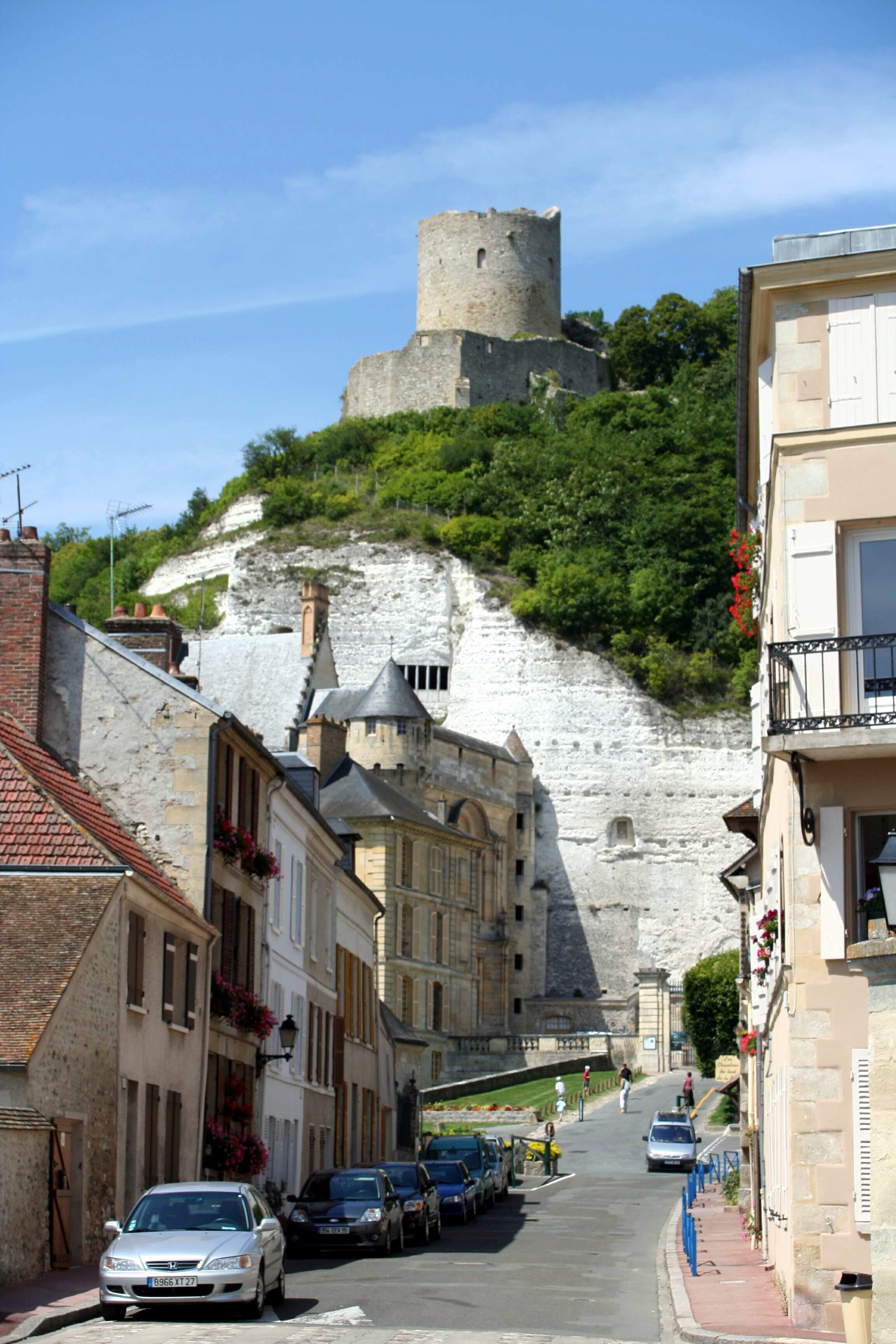
Der Donjon aus dem Jahre 1190

Eine kleine Nekropole aus merowingischer Zeit belegt, dass die Gegend bereits im frühen Mittelalter besiedelt war. Mit dem Vertrag von Saint-Clair-sur-Epte (911) bekam La Roche, eine Stadt an der Grenze zur Normandie, eine strategische Bedeutung. Eine erste Höhlenburg wurde zur Verteidigung gebaut, um 1190 ein Donjon hinzugefügt, der über eine durch den Felsen geschlagene Treppe mit der Burg verbunden wurde. Im 13. Jahrhundert wurde unterhalb der Burg ein Schloss errichtet, das nach und nach die bewohnten Höhlen verschwinden ließ.
Der Name der Gemeinde stammt vom lateinischen rupes (Felsen) und dem Eigennamen Guy, bedeutet also „Felsen des Guy“ – vom 10. bis zum 15. Jahrhundert befand sich der Ort im Besitz der Familie Guy de la Roche, die von der Familie Silly beerbt wurde, die wiederum bis 1628 hier herrschten. Deren Nachfolger waren die Rohan-Chabot und schließlich die La Rochefoucauld, die zwar durch die Revolution ihren Besitz am Ort verloren, aber das Schloss noch heute bewohnen.
Im Zweiten Weltkrieg hatte die Wehrmacht im Schloss eine Kommandozentrale eingerichtet. Erwin Rommel kommandierte teilweise von hier aus Maßnahmen gegen die Invasion in der Normandie.
Anfang der 1960er Jahre entstanden Pläne, die Gemeinde La Roche-Guyon abzureißen und stattdessen eine neue Hauptstadt in der Art von Brasília zu errichten und somit La Roche-Guyon in ein Monaco an der Seine zu verwandeln.
Die Gemeinde wehrte sich erfolgreich gegen die Pläne der Architekten Albert Laprade und Jean Brasilier. Die Spekulationen endeten allerdings erst, als La Roche-Guyon in die Liste der schönsten Dörfer Frankreichs aufgenommen wurde.

## Bevölkerungsentwicklung

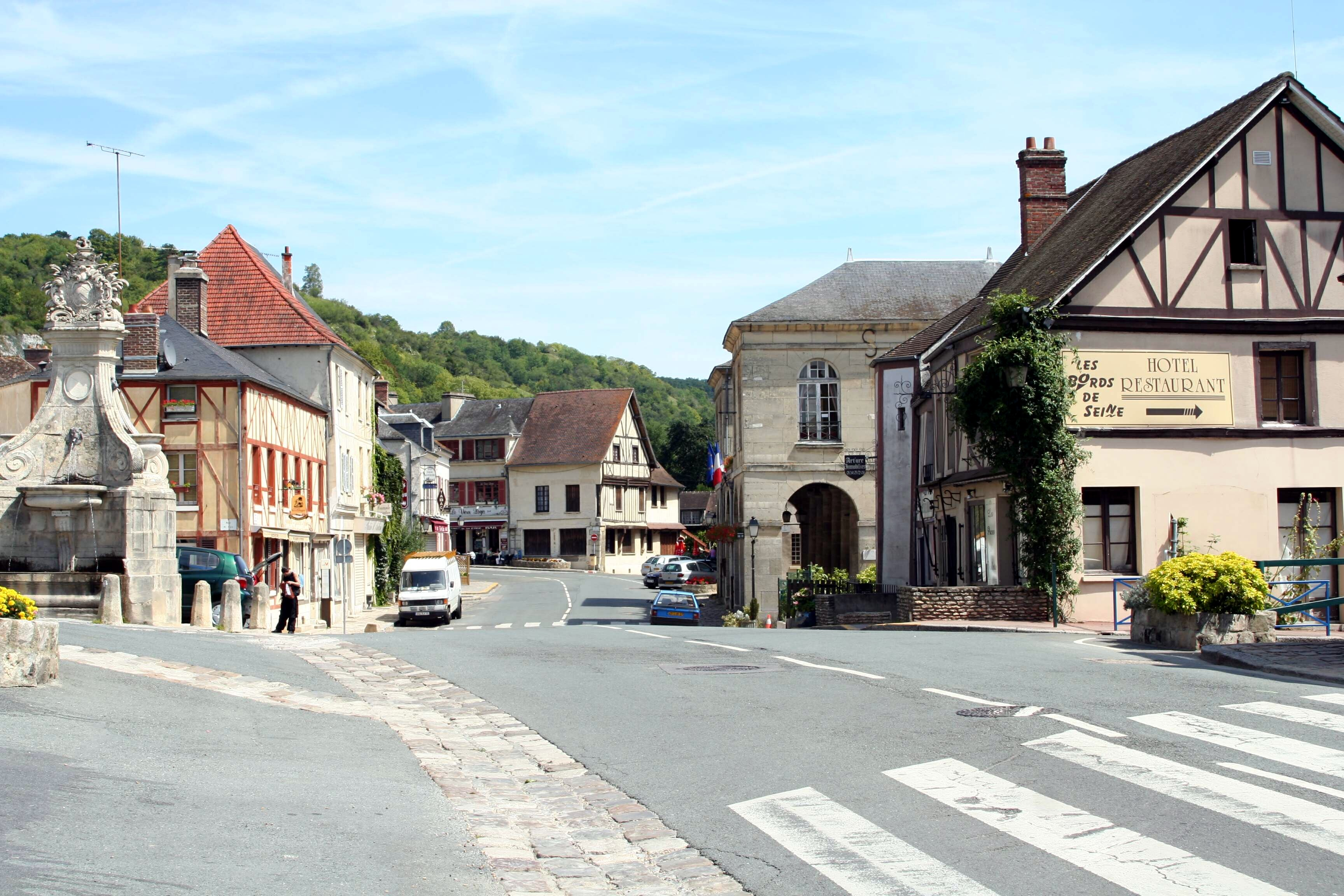
Die Hauptstraße von La Roche-Guyon

| Jahr      | 1962 | 1968 | 1975 | 1982 | 1990 | 1999 | 2007 |
| --------- | ---- | ---- | ---- | ---- | ---- | ---- | ---- |
| Einwohner | 556  | 631  | 603  | 567  | 561  | 550  | 468  |

## Sehenswürdigkeiten
Siehe auch: Liste der Monuments historiques in La Roche-Guyon
- Schloss La Roche-Guyon
- der zum Schloss gehörende Obst- und Gemüsegarten Potager du château de la Roche-Guyon Jardin remarquable
- Rathaus La Roche-Guyon
- Hôtel de la gabelle

## Persönlichkeiten
- Die Herzöge von La Roche-Guyon aus dem Haus La Rochefoucauld
- Antoinette de Pons (um 1570–1632), Gräfin von La Roche-Guyon und Marquise von Guercheville
- Anne Robert Jacques Turgot, baron de l’Aulne (1727–1781), Staatsmann und Ökonom der Aufklärung
- Déodat Gratet de Dolomieu (1750–1801), Geologe und Mineraloge
- Erwin Rommel (1891–1944), deutscher Generalfeldmarschall (Drittes Reich)
- Joseph Kosma (1905–1969), ungarisch-französischer Komponist

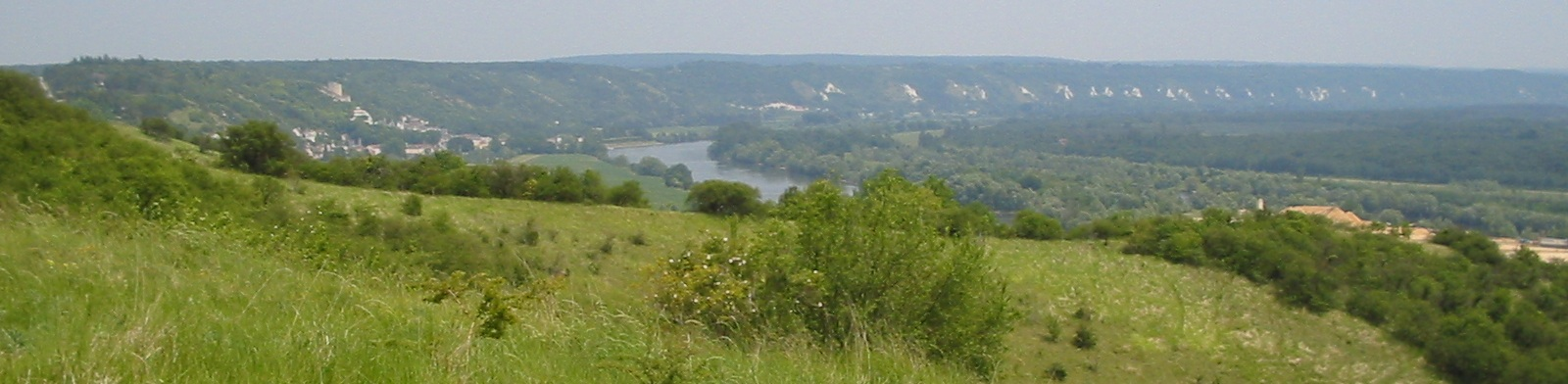
La Roche-Guyon am Seine-Bogen